# Ганьба (пісня)

Обгортка альбому «Мамо, я дурна»

«Ганьба» — українська пісня, авторства Сергія Кузьмінського, створена у 1989 році. 

## Виконавці
Пісня вперше пролунала на першому фестивалі української популярної музики «Червона Рута» у вересні 1989 року у Чернівцях. Сестричка Віка (Віка Врадій) стала першою виконавицею цього твору на великій сцені. Пісня стала переможницею фестивалю «Червона Рута» у номінації рок-музика. У 1990 році пісня була включена до першого албому Сестрички Віки «Мамо, я дурна». Пізніше була також включена до албому «Америка i голi баби».